# Klein Schwechten
Klein Schwechten is een plaats en voormalige gemeente in de Duitse deelstaat Saksen-Anhalt en maakt deel uit van de gemeente Rochau in de Landkreis Stendal.
Klein Schwechten telt 507 inwoners.